# Espacios Lp
Los espacios {\displaystyle L^{p}} son los espacios vectoriales normados más importantes en el contexto de la teoría de la medida y de la integral de Lebesgue. Reciben también el nombre de espacios de Lebesgue por el matemático Henri Lebesgue.

## Definición
El espacio de Banach {\displaystyle L_{\mu }^{p}(X)} se construye a partir del espacio vectorial {\displaystyle {\mathcal {L}}_{\mu }^{p}(X)}, este segundo es un espacio vectorial pero no es un espacio de Banach. Si sobre este segundo espacio se define una cierta relación de equivalencia de tal manera que las clases de equivalencia (formadas por funciones iguales casi en todas partes) sí constituyen un espacio vectorial normado que es un espacio de Banach.
Consideremos {\displaystyle (X,\Sigma ,\mu )} un espacio de medida. Se define el espacio vectorial:
{\displaystyle {\mathcal {L}}_{\mu }^{p}(X)\subseteq C^{-1}(X,\mathbb {C} )}
para {\displaystyle p\in [1,\infty )} como el espacio de todas las funciones medibles {\displaystyle f\,} que cumplen
{\displaystyle \int _{X}|f|^{p}d\mu <\infty }
Asimismo, se define el espacio {\displaystyle {\mathcal {L}}^{\infty }\,} como el espacio de las funciones medibles {\displaystyle f\,} que verifican:
{\displaystyle \inf\{a\in \mathbb {R} :\mu (\{x\in X:|f(x)|\geq a\})=0\}<\infty }
es decir, aquellas funciones medibles acotadas excepto en un conjunto de medida nula. 
Una norma natural para definir en estos espacios sería:
{\displaystyle \|f\|_{p}={\Biggl (}\int |f|^{p}d\mu {\Biggr )}^{\tfrac {1}{p}}}, si {\displaystyle p<\infty }, y {\displaystyle \|f\|_{\infty }=\inf\{a\in \mathbb {R} :\mu (\{x\in X:|f(x)|\geq a\})=0\}}
Sin embargo, una aplicación así definida no resulta norma, ya que no se cumple {\displaystyle \|f\|_{p}=0\Rightarrow f=0}, pues cualquier función que sea igual a la función nula, salvo en un conjunto de medida nula, tendrá norma cero.
Así, se define la siguiente relación de equivalencia {\displaystyle R} sobre {\displaystyle {\mathcal {L}}^{p}}:
{\displaystyle fRg\Leftrightarrow f=g} {\displaystyle {\text{c.t.p.}},\ \left(i.e.\ \int |f-g|^{p}d\mu =0\right)}
Se prueba que efectivamente esta es una relación de equivalencia, y se define
{\displaystyle L^{p}={\mathcal {L}}^{p}/R}
 i.e., el espacio vectorial cuyos elementos son las clases de equivalencia de la relación {\displaystyle R}. Considerando entonces sobre {\displaystyle L^{p}} las normas anteriormente definidas (donde {\displaystyle f} es cualquier representante de la clase de equivalencia), se prueba que {\displaystyle \|\cdot \|_{p}} resulta ser norma y que su valor no depende del representante de la clase de equivalencia escogido. Usualmente no se hace distinción entre función y clase de equivalencia en este contexto.

## Propiedades
1. {\displaystyle L^{p}} es un espacio de Banach.
2. {\displaystyle L^{2}} es un espacio de Hilbert, dotado del producto interno {\displaystyle \langle f,g\rangle =\int fg\ d\mu }.
3. Si {\displaystyle \mu (X)<\infty }, entonces {\displaystyle \forall s>r} se tiene que {\displaystyle L^{\infty }\subseteq L^{s}\subseteq L^{r}}.
4. Si {\displaystyle p\in (1,\infty ),L^{p}} es reflexivo.
5. Si denotamos por {\displaystyle \mathrm {E} } al espacio de las funciones simples, se cumple que {\displaystyle \mathrm {E} \cap L^{p}} es denso en {\displaystyle L^{p}}.
6. Si {\displaystyle p\in (1,\infty )}, el dual topológico de {\displaystyle L^{p}} es {\displaystyle L^{q}} donde {\displaystyle q} es tal que {\displaystyle {\frac {1}{p}}+{\frac {1}{q}}=1}.
7. Si el espacio de medida es {\displaystyle \sigma }-finito, entonces el dual de {\displaystyle L^{1}} se identifica con {\displaystyle L^{\infty }}.
8. Si {\displaystyle (X,\Theta )} es un espacio topológico localmente compacto separado, y {\displaystyle \mu } es una medida regular, entonces {\displaystyle C_{0}(X,\mathbb {R} )} (el espacio de las funciones continuas a soporte compacto) es denso en {\displaystyle L^{p}} con {\displaystyle 1\leq p<\infty }.
9. El espacio de las funciones infinitamente derivables en un abierto {\displaystyle \Omega \subseteq \mathbb {R} ^{n}} a soporte compacto y que están en {\displaystyle L^{p}} con {\displaystyle 1\leq p<\infty }, es denso en {\displaystyle L^{p}}, es decir {\displaystyle \operatorname {adh} _{L^{p}(\Omega )}(C_{0}^{\infty }(\Omega )\cap L^{p}(\Omega ))=L^{p}(\Omega )}.

## Generalización
Más en general, los espacios {\displaystyle L^{p}} se pueden definir para funciones que toman valores en un espacio de Banach arbitrario. Sea {\displaystyle (\Omega ,{\mathcal {A}},m)} un espacio de medida y sea {\displaystyle (B,\|{\cdot }\|_{B})} un
espacio de Banach. Decimos que {\displaystyle f\colon \Omega \to B} es una
función escalón si existen {\displaystyle A_{1},\ldots ,A_{n}\in {\mathcal {A}}},
con {\displaystyle \Omega =A_{1}\cup \cdots \cup A_{n}}, y {\displaystyle b_{1},\ldots ,b_{n}\in B}, tales que
{\displaystyle f(\omega )=\sum _{i=1}^{n}b_{i}\chi _{A_{i}}(\omega )\quad {\text{para casi todo }}\omega \in \Omega .}
Denotaremos por {\displaystyle F(B)} el conjunto de funciones escalón. Decimos que una
función {\displaystyle f\colon \Omega \to B} es Bochner medible si existe una
sucesión en {\displaystyle F(B)} que tiende a {\displaystyle f} puntualmente.
Sea {\displaystyle L_{0}(\Omega ,{\mathcal {A}},m;B)} el conjunto de clases de
equivalencia módulo igualdad para casi todo de funciones {\displaystyle f\colon \Omega \to B} Bochner medibles para las cuales existe un {\displaystyle c>0} tal que
{\displaystyle m(\{\,\omega \in \Omega \mid \|f(\omega )\|_{B}>c\,\})<\infty .}
Para {\displaystyle 1\leq p<\infty }, denotamos por {\displaystyle L_{p}(\Omega ,{\mathcal {A}},m;B)} el
subespacio de {\displaystyle L_{0}(\Omega ,{\mathcal {A}},m;B)} formado por las funciones
{\displaystyle f} tales que {\displaystyle \int _{\Omega }\|f\|_{B}^{p}\,dm<\infty }; denotamos por
{\displaystyle L_{\infty }(\Omega ,{\mathcal {A}},m;B)} el subespacio de {\displaystyle L_{0}(\Omega ,{\mathcal {A}},m;B)} formado por las
funciones {\displaystyle f} tales que {\displaystyle \inf\{\,a\in \mathbb {R} :\mu (\{\omega \in \Omega :\|f(\omega )\|_{B}\geq a\})=0\,\}}. Estos espacios, equipados con la norma
{\displaystyle \|f\|_{L_{p}(B)}=\left(\int _{}^{}\|f\|_{B}^{p}\,dm\right)^{1/p}\quad {\text{ para }}1\leq p<\infty \quad {\text{y}}}
{\displaystyle \|f\|_{L_{\infty }(B)}=\inf\{\,a\in \mathbb {R} :\mu (\{\omega \in \Omega :\|f(\omega )\|_{B}\geq a\})=0\,\},}
son espacios de Banach.